# Haveljani
Haveljani (njem. Heveller ili Stodoranen; polj. Hawelanie  ili Stodoranie; češ. Havolané  ili Stodorané) bili su pleme polapskih Slavena, koji su se naselili oko srednjeg toka rijeke Havel u današnjoj regiji Havelland u Brandenburgu u istočnoj Njemačkoj od 8. stoljeća nadalje.
Zapadnoslavenska plemena (Vendi") naselila su se u regiji Germania Slavica od 7. stoljeća nadalje. Hehfeldi kako ih je nazvao bavarski geograf oko 850. izgradili su svoju glavnu utvrdu u Brenni (kasnije Brandenburg an der Havel) i veliku istočnu predstražu na sadašnjem mjestu Spandaua. Godine 906. hevelijska princeza Drahomíra udala se za přemyslidskog vojvodu Vratislava I. od Češke. Baçlabič je bio knez Hevellija od 921.-936.
Brennu je okupirao njemački kralj Henrik I. u svom slavenskom pohodu 928./29. i uključio je u Marca Geronis. Henrikov nasljednik Oton I. 948. godine osniva Brandenburšku biskupiju kako bi kristijanizirao pogansko stanovništvo. Ti su napori prekinuti tijekom Velikog slavenskog ustanka u Sjevernom Maršu 983., koji je ponovno prkosio njemačkoj kontroli nad regijom. Zajedno sa susjednim Šprevljana na istoku, Hevelli su vodili rat ne samo protiv njemačkih saskih snaga na zapadu, već i protiv drugih slavenskih plemena.
Pokršteni Haveljanski knez Pribislav (umro 1150.) konačno je ostavio svoje posjede askanskom grofu Albertu Medvjedu. Albert je do 1157. mogao ponovno osvojiti područje nekadašnje Sjeverne marke, nakon čega je osnovao markgrofoviju Brandenburg. Slavenske Haveljane postupno su asimilirali njemački doseljenici tijekom Ostsiedlunga.